# 2-я армия (Болгария)
2-я болгарская армия (болг. Втора българска армия) — армия Болгарии, принимавшая участие в Балканских войнах, Первой и Второй мировых войнах.

## Вторая мировая война
В 1940 году 2-я армия была включена в состав Прикрывающего фронта, а с 20 апреля 1941 года под командованием генерал-лейтенанта Ивана Маркова занимает часть побережья Эгейского моря.

### Состав армии на 1941 год
- штаб
- 10-я пехотная дивизия
- 2-я пограничная бригада
- 1-й пехотный резервный полк
- другие вспомогательные части.

### На сторонестран Оси
На протяжении 1940—1941 годов Царство Болгария под правлением царя Бориса III заключила союз с Германией и странами Оси, вернула Южную Добруджу, заняла Западную Фракию, часть Македонии и другие части Греции и Югославии. Болгарская армия состояла из пяти общевойсковых армий и 30 дивизий.
Летом 1941 года 2-я армия с 10-й пехотной дивизией и 2-й пограничной бригадой заняли Западную Фракию и часть Эгейской Македонии. Штаб армии находился в Ксанти. Однако оборона побережья Эгейского моря была сложной задачей, данная территория была важным стратегическим плацдармом и требовала присутствия специально подготовленных формирований. К концу 1941 года части 2-й армии и её подразделения вернулись к старым границам Болгарии и были заменены специальными Беломорским отрядом и 11-й дивизией 1-й армии.

### На стороне союзников
В начале сентября 1944 года быстро наступающая Красная армия приблизилась к северным границам Болгарии. В попытке предотвратить вход Красной армии на территорию Болгарии 26 августа правительство Ивана Багрянова объявило нейтралитет болгарской стороны в германо-советской войне. Этой меры было не достаточно и вскоре его правительство пало, а 5 сентября 1944 года Советский Союз объявил войну Болгарии.
8 сентября 1944 года новое правительство Константина Муравьева объявило войну Третьему рейху, но было уже поздно, Красная армия вступила на территорию Болгарии.
9 сентября 1944 года к власти пришло правительство Отечественного фронта, которое немедленно заключило договор о перемирии с СССР и начало подготовку болгарской армии к операциям против немецких войск.
Немецкая группа армий «E» начала вывод войск из Греции в Югославию численностью 350 000 человек. Успешное завершение отступления позволило немцам создать мощную концентрацию войск в Югославии почти 570 000 человек. Для противостояния этой группе войск требовалось проведение совместных боевых действий болгарских войск, 3-го Украинского фронта и Народно-освободительной армии Югославии.
Болгарам, под руководством 3-го Украинского фронта была поставлена оперативная задача — продвижение в трёх направлениях — София — Ниш — Приштина, Кюстендил — Скопье и Благоевград — Велес.
21 сентября 1944 года 2-я армия была заново сформирована для участия в войне против Германии, её командующим был назначен генерал-майор Кирилл Станчев. Перед армией была поставлена задача перейти в наступление в направлении София — Ниш — Приштина и атаковать немецкие части.
Первой крупной операцией армии стала Нишская операция, которая длилась с 8 по 18 октября 1944 года. Перед армией была поставлена задача победить немецкие силы в районе города Ниш и отрезать им отступление по реке Морава. Для участия в операции армия состояла из восьми единиц — 4, 6, 9 и 12 пехотных дивизий, а также 1-й гвардейской пехотной дивизии, 2-й кавалерийской дивизии, танковой бригады и 4-й пограничной бригады. Через два дня после начала операции болгары прорвались в долину Моравы и 14 октября захватили Ниш. В окрестностях деревни Мерошина (Meroshina) болгары разгромили основные силы 7-й горнострелковой дивизии СС «Принц Ойген». Эта победа позволила армии достичь Подуево и выполнить поставленные задачи для подготовки к дальнейшим наступательным действиям.
Косовская операция была продолжением Нишской операции. Операция началась 25 октября и закончилась 30 ноября 1944 года. Целью 2-й армии было захват Косовской равнины. Несмотря на то, что 1-я гвардейская пехотная и 2-я кавалерийская дивизии были переведены в другие районы, болгары всё ещё могли рассчитывать на численное превосходство благодаря поддержке советских ВВС и сотрудничеству с югославскими партизанами. Атака началась 25 октября с проникновения войск через немецкие линии обороны вокруг Подуево. Продвижение войск было затруднено из-за сильного немецкого сопротивления и начала зимы, но болгары сумели завладеть Приштиной 19 ноября и ввести в Косово основные силы. Немецкие войска отступали и теперь преследовались 2-й болгарской армией, которая достигла линии Рашка — Нови Пашар к концу месяца. Это положило конец операции в Косово и первого этапа болгарского участия в войне против Германии.
Болгарское и Советское командование заключили соглашения об использовании болгарской армии в наступления на Венгрию и Австрию.

### Состав 2-й армии на октябрь 1944 года
- 4-я пехотная дивизия
- 6-я пехотная дивизия
- 9-я пехотная дивизия
- 12-я пехотная дивизия
- 1-я гвардейская пехотная дивизия
- 2-й кавалерийская дивизия
- танковая бригада
- 4-я пограничная бригада